# Jaime Antúnez Aldunate
Jaime Vicente Antúnez Aldunate (Santiago de Chile, 19 de julio de 1946) es un filósofo, escritor y académico chileno. Es Presidente de la Academia de Ciencias Sociales, Políticas y Morales del Instituto de Chile desde el 26 de julio de 2021 y desde 2025 es vicepresidente del Instituto de Chile.

## Biografía
Sus estudios universitarios los realizó en España en donde se licenció en filosofía en la Universidad Complutense de Madrid, se doctoró en filosofía en la Universidad de Navarra y se licenció en Teología en la Universidad Católica de Valencia. 
Fue editor del suplemento Artes y Letras del diario El Mercurioentre 1980 y 1995. Durante esos años entrevistó para el medio a personalidades del ámbito cultural como los teólogos Joseph Card. Ratzinger, Cornelio Fabro y Georges Cottier, O.P.; a los filósofos Julián Marías, Jean Guitton, Hans Georg Gadamer, Robert Spaemann, Augusto Del Noce, Lezek Kolakowski y René Huyghe, historiador y filósofo de arte; a los premios Nobel de Literatura Octavio Paz, Gabriel García Márquez y Mario Vargas Llosa; a los escritores Ernst Jünger, Alexander Zinoviev, André Frossard y al dramaturgo Eugène Ionesco; al expresidente italiano Giulio Andreotti y al Dalái-Lama. 
Fue fundador de la revista Humanitas de la Pontificia Universidad Católica de Chile y su director entre 1995 y 2018. En agosto de 1995, ingresó a la Academia de Ciencias Sociales, Políticas y Morales del Instituto de Chile y en julio de 2021, fue elegido como presidente de la misma corporación y reelecto en 2023. En 2025, asumió como vicepresidente del Instituto de Chile. 

## Publicaciones

### Libros
- “Crónica de las ideas. Para comprender un fin de siglo”. Editorial Andrés Bello, Santiago, 1988 y 1989.
- “De los sueños de la razón, al despertar”. Editorial Zig-Zag, Santiago, 1990.
- “El comienzo de la historia - Impresiones y reflexiones sobre Rusia y Europa  Central”. Editorial Patris, Santiago, 1992.
- "En busca del rumbo perdido". Ediciones UC, Santiago, 1998.
- “Crónica de las ideas. En busca del rumbo perdido”. Ediciones Encuentro, Madrid, 2001.
- “Filósofía de la historia en Christopher Dawson”. Ediciones Encuentro y Bicentenario, Santiago, 2007.
- “El comienzo de la historia - Impresiones y reflexiones sobre Rusia y Europa  Central”. Editorial Patris, Santiago, 2022.
- "Benedicto XVI, el Papa de la Modernidad". Ediciones UC, Santiago, 2023.
- "Le commencement de l'Histoire". Saint-Léger Éditions, Paris, 2024.